# Heiratsschwindler (Film)
Heiratsschwindler ist ein Kriminalfilm des Regisseurs Herbert Selpin aus dem Jahr 1938. Die Literaturverfilmung basiert auf dem Roman Die rote Mütze der Schriftstellerin Gertrud von Brockdorff. In der Hauptrolle verkörpert Harald Paulsen den kriminell veranlagten Paul Gerber, der sich als Heiratsschwindler unter dem Namen A. Häselich ausgibt.

## Handlung
Heiratsschwindler Häselich wird nach verbüßter Haftstrafe aus dem Gefängnis entlassen und fällt umgehend in sein altes Verhaltensmuster zurück. In der schüchternen Serviererin Melitta Doleschal findet er sein nächstes Opfer, der er ihr die Ehe verspricht, zeitgleich flirtet er mit der vermögenden Hotelwirtin Lisbeth Lindemann, die sein Spiel jedoch durchschaut. Als sein Schwindel erneut auffliegt, wird Häselich auf der Flucht von einem Bahnbeamten, der der Vater eines früheren Opfers von Häselich ist, überwältigt und der Polizei übergeben.

## Erscheinungstermine und abweichende Filmtitel
Der Film wurde am 15. Februar 1938 in Berlin uraufgeführt. In Dänemark geschah dies fast ein Jahr später, am 13. Februar 1939 (dort unter dem Titel Ægteskabssvindleren). Im deutschen Fernsehen wurde er erstmals am 15. Dezember 1982 im NDR ausgestrahlt. Unter den abweichenden Filmtiteln Abenteuer eines gewissen Herrn Haeselich, Roman eines Heiratsschwindlers und Die rote Mütze ist der Film ebenfalls aufgeführt worden.

## Hintergrund
Hans Lehmann leitete gemeinsam mit Ludwig Behrends die Produktion. Die Drehorte waren Lassan und der Bahnhof in Drewitz.

## Filmzensur
Das NS-Regime überprüfte den Film auf eventuell dem Regime abträgliche Inhalte und legte ihm mit dem Beschluss B.47075 im Rahmen der damals üblichen Filmzensur am 15. Dezember 1937 ein Jugendverbot auf.

## Kritiken
„Der hölzern inszenierte Film erhielt prompt das Prädikat „künstlerisch wertvoll“.“